# Шумаков, Захар Егорович
 Заха́р Его́рович Шумако́в  (22 сентября 1899, дер. Кленовое, Курская губерния — 6 июня 1971, там же) — стрелок 705-го стрелкового полка (121-я стрелковая дивизия, 60-я армия, Центральный фронт), ефрейтор. Герой Советского Союза.

## Биография
Родился 22 сентября 1899 года в деревне Кленовое Курского уезда Курской губернии в крестьянской семье. В 1918—1922 годах служил в Красной армии. Участвовал в гражданской войне. Работал в колхозе, на шахте в городе Горловка Донецкой области.

#### Великая Отечественная война
В 1943 году вновь призван в армию Медвенским РВК Курской области.
Стрелок 705-го стрелкового полка ефрейтор З. Е. Шумаков отличился при прорыве обороны противника в селе Кольтичеево (Рыльский район, Курская область) 27 августа 1943 года. Одним из первых форсировав реку Сейм, отважно ворвался в траншею противника и уничтожил пулемётный расчёт, обеспечив успешное продвижение подразделения. В бою за село Урусы 1 сентября 1943 года вступил в неравный бой с группой немцев. В этой операции уничтожил 7 солдат противника, 12 солдат и 1 офицера взял в плен. На правом берегу Днепра в бою за село Ясногородка, пробираясь к боевым порядкам соседнего подразделения, случайно заметил группу немцев, устанавливающих миномёт. Смело бросив гранату, уничтожил миномётный расчёт, 1 раненого взял в плен.
Указом Президиума Верховного Совета СССР от 17 октября 1943 года за успешное форсирование реки Днепр севернее Киева, прочное закрепление плацдарма на западном берегу реки Днепр и проявленные при этом отвагу и геройство ефрейтору Шумакову Захару Егоровичу присвоено звание Героя Советского Союза с вручением ордена Ленина и медали «Золотая Звезда».

#### Послевоенное время
В 1946 году демобилизовался из армии. Работал в родном колхозе.
Умер 6 июня 1971 года. Похоронен на кладбище села Кленовое.

## Награды
- Медаль «Золотая Звезда» (17.10.1943)[2];
- орден Ленина (17.10.1943);
- орден Отечественной войны 2-й степени (19.07.1945)[3];
- медаль «За боевые заслуги» (05.09.1943)[4];
- другие медали.